# Asosa

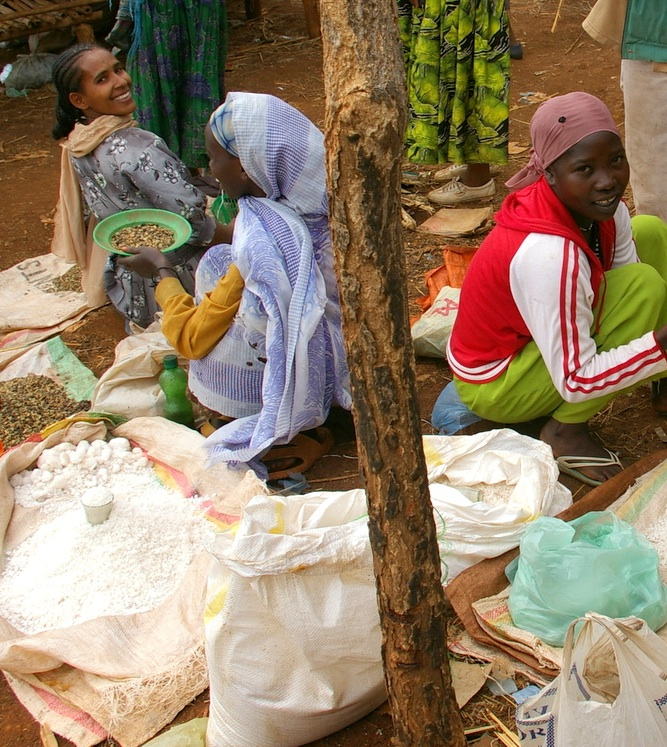
Kvinnor på marknaden i Asosa.

Asosa (även Asossa, amhariska አሶሳ) är en stad i västra Etiopien och är den administrativa huvudorten för regionen Benishangul-Gumuz. Den är även huvudort för ett distrikt (wereda) med samma namn som staden. Befolkningen beräknades till 34 313 invånare 2011. Asosa är indelad i fyra administrativa kebele, numrerade 1 till 4.